# 艾碧該·菲爾莫爾
艾碧該·菲爾莫爾（英語：Abigail Powers Fillmore，1798年3月13日—1853年3月30日）是一名美國女教師、第十三任美國總統米勒德·菲爾莫爾的妻子。她在1849至1850年間為美國第二夫人，並隨其夫繼任總統一職而任美國第一夫人直至1853年。